# Zoltán Balla
Zoltán Balla (* 27. listopadu 1955) byl československý politik Komunistické strany Slovenska ze Slovenska, maďarské národnosti, a poslanec Sněmovny národů Federálního shromáždění za normalizace.

## Biografie
K roku 1986 se profesně uvádí jako elektromechanik. Ve volbách roku 1986 zasedl za KSS do slovenské části Sněmovny národů (volební obvod č. 148 - Kráľovský Chlmec, Východoslovenský kraj). Ve Federálním shromáždění setrval do konce funkčního období, tedy do svobodných voleb roku 1990. Netýkal se ho proces kooptací do Federálního shromáždění po sametové revoluci.